# Lincoln (famiglia)

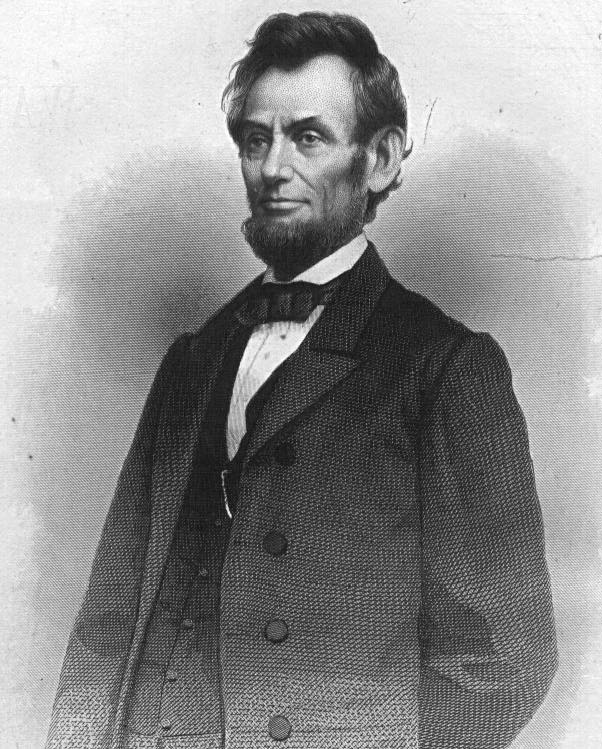
Il presidente Lincoln.

Quella dei Lincoln è un'importante famiglia statunitense di origine inglese che ha dato agli USA importanti esponenti della società, tra cui il Presidente degli Stati Uniti, Abraham Lincoln. Generalmente con "famiglia Lincoln" si tende ad indicare i discendenti dei coniugi Abraham e Mary Todd Lincoln.

## Origini
Primo antenato americano della famiglia è Samuel Lincoln che, da inglese in miseria, giunto in Massachusetts nel 1637 da Hingham, in Inghilterra, divenne aiutante e apprendista del notabile Francis Lawes.
Samuel sposò l'irlandese Martha Lyford nel 1649, dalla quale ebbe i figli Abraham, Samuel, Isaac, Jacob e Mordecai, e morì poi il 26 maggio 1690.
Da Mordecai, attraverso il figlio John, il nipote, capitano Abraham, e il pronipote Thomas, discenderà il presidente Lincoln.

## Albero genealogico[2][3]
|                                  |                                                 |                                                 |                                            |                                                         |                                                           |                                                             |                                                             |                           |                            |                            |                 |                                      |                                      |                   |                              |                                  |                                     |                                     |                                   |                                   |                                  |                                        |                                        |                                     |                                    |                                    |                                   |                                   |                                |                                |
|                                  |                                                 |                                                 |                                            |                                                         |                                                           |                                                             |                                                             |                           |                            |                            |                 |                                      |                                      |                   |                              |                                  |                                     |                                     |                                   |                                   |                                  |                                        |                                        | Robert -1543 ⚭ Bawdiven             |                                    |                                    |                                   |                                   |                                |                                |
|                                  |                                                 |                                                 |                                            |                                                         |                                                           |                                                             |                                                             |                           |                            |                            |                 |                                      |                                      |                   |                              |                                  |                                     |                                     |                                   |                                   |                                  |                                        |                                        |                                     |                                    |                                    |                                   |                                   |                                |                                |
|                                  |                                                 |                                                 |                                            |                                                         |                                                           |                                                             |                                                             |                           |                            |                            |                 |                                      |                                      |                   |                              |                                  |                                     |                                     |                                   |                                   |                                  |                                        |                                        |                                     |                                    |                                    |                                   |                                   |                                |                                |
|                                  |                                                 |                                                 |                                            |                                                         |                                                           |                                                             |                                                             |                           |                            |                            |                 |                                      |                                      |                   |                              |                                  |                                     |                                     |                                   |                                   |                                  |                                        |                                        | Robert 1525-1556 ⚭ Margaret Alberye |                                    |                                    |                                   |                                   |                                |                                |
|                                  |                                                 |                                                 |                                            |                                                         |                                                           |                                                             |                                                             |                           |                            |                            |                 |                                      |                                      |                   |                              |                                  |                                     |                                     |                                   |                                   |                                  |                                        |                                        |                                     |                                    |                                    |                                   |                                   |                                |                                |
|                                  |                                                 |                                                 |                                            |                                                         |                                                           |                                                             |                                                             |                           |                            |                            |                 |                                      |                                      |                   |                              |                                  |                                     |                                     |                                   |                                   |                                  |                                        |                                        |                                     |                                    |                                    |                                   |                                   |                                |                                |
|                                  |                                                 |                                                 |                                            |                                                         |                                                           |                                                             |                                                             |                           |                            |                            |                 |                                      |                                      |                   |                              |                                  |                                     |                                     |                                   |                                   |                                  | Richard 1550-1619 ⚭ Elisabeth Remching | Richard 1550-1619 ⚭ Elisabeth Remching | John 1554-1622                      | John 1554-1622                     | Stephen 1555-1590 ⚭ Joan           | Stephen 1555-1590 ⚭ Joan          |                                   |                                |                                |
|                                  |                                                 |                                                 |                                            |                                                         |                                                           |                                                             |                                                             |                           |                            |                            |                 |                                      |                                      |                   |                              |                                  |                                     |                                     |                                   |                                   |                                  |                                        |                                        |                                     |                                    |                                    |                                   |                                   |                                |                                |
|                                  |                                                 |                                                 |                                            |                                                         |                                                           |                                                             |                                                             |                           |                            |                            |                 |                                      |                                      |                   |                              |                                  |                                     |                                     |                                   |                                   |                                  |                                        |                                        |                                     |                                    |                                    |                                   |                                   |                                |                                |
|                                  |                                                 |                                                 |                                            |                                                         |                                                           |                                                             |                                                             |                           |                            |                            |                 |                                      |                                      |                   |                              |                                  |                                     |                                     |                                   |                                   |                                  | Edward 1575-1640 ⚭ Bridget Gilman      |                                        |                                     |                                    |                                    |                                   |                                   |                                |                                |
|                                  |                                                 |                                                 |                                            |                                                         |                                                           |                                                             |                                                             |                           |                            |                            |                 |                                      |                                      |                   |                              |                                  |                                     |                                     |                                   |                                   |                                  |                                        |                                        |                                     |                                    |                                    |                                   |                                   |                                |                                |
|                                  |                                                 |                                                 |                                            |                                                         |                                                           |                                                             |                                                             |                           |                            |                            |                 |                                      |                                      |                   |                              |                                  |                                     |                                     |                                   |                                   |                                  |                                        |                                        |                                     |                                    |                                    |                                   |                                   |                                |                                |
|                                  |                                                 |                                                 |                                            |                                                         |                                                           |                                                             |                                                             |                           |                            |                            |                 |                                      |                                      |                   |                              |                                  |                                     |                                     |                                   |                                   | Daniel 1619 ⚭ Susanna            | Daniel 1619 ⚭ Susanna                  | Samuel 1622-1690 ⚭ Martha Lyford       | Samuel 1622-1690 ⚭ Martha Lyford    |                                    |                                    |                                   |                                   |                                |                                |
|                                  |                                                 |                                                 |                                            |                                                         |                                                           |                                                             |                                                             |                           |                            |                            |                 |                                      |                                      |                   |                              |                                  |                                     |                                     |                                   |                                   |                                  |                                        |                                        |                                     |                                    |                                    |                                   |                                   |                                |                                |
|                                  |                                                 |                                                 |                                            |                                                         |                                                           |                                                             |                                                             |                           |                            |                            |                 |                                      |                                      |                   |                              |                                  |                                     |                                     |                                   |                                   |                                  |                                        |                                        |                                     |                                    |                                    |                                   |                                   |                                |                                |
|                                  |                                                 |                                                 |                                            |                                                         |                                                           |                                                             |                                                             |                           |                            |                            |                 |                                      |                                      |                   |                              |                                  | Samuel 1650 ⚭ Deborah Hersey        | Samuel 1650 ⚭ Deborah Hersey        | Daniel -1732 ⚭ Elisabeth Lincoln  | Daniel -1732 ⚭ Elisabeth Lincoln  | Mordecai 1657-1727 ⚭ Sarah Jones | Mordecai 1657-1727 ⚭ Sarah Jones       | Mary 1662-1752 ⚭ Joseph Bates          | Mary 1662-1752 ⚭ Joseph Bates       | Thomas 1664-1715 ⚭ Mehitable Frost | Thomas 1664-1715 ⚭ Mehitable Frost | Hannah 1666-1731 ⚭ Samuel Staples | Hannah 1666-1731 ⚭ Samuel Staples | Rebecca 1674-1757 ⚭ John Clark | Rebecca 1674-1757 ⚭ John Clark |
|                                  |                                                 |                                                 |                                            |                                                         |                                                           |                                                             |                                                             |                           |                            |                            |                 |                                      |                                      |                   |                              |                                  |                                     |                                     |                                   |                                   |                                  |                                        |                                        |                                     |                                    |                                    |                                   |                                   |                                |                                |
|                                  |                                                 |                                                 |                                            |                                                         |                                                           |                                                             |                                                             |                           |                            |                            |                 |                                      |                                      |                   |                              |                                  |                                     |                                     |                                   |                                   |                                  |                                        |                                        |                                     |                                    |                                    |                                   |                                   |                                |                                |
|                                  |                                                 |                                                 |                                            |                                                         |                                                           |                                                             |                                                             |                           |                            |                            |                 |                                      |                                      |                   |                              |                                  | Mordecai 1686-1736 ⚭ Hannah Salter  | Mordecai 1686-1736 ⚭ Hannah Salter  | Abraham 1689-1745 ⚭ Rebecca       | Abraham 1689-1745 ⚭ Rebecca       | Isaac 1691-1771 ⚭ Sarah Cummings | Isaac 1691-1771 ⚭ Sarah Cummings       | Sarah 1694-1754 ⚭ Daniel Tower         | Sarah 1694-1754 ⚭ Daniel Tower      | Elisabeth 1696-1724 ⚭ Ambrose Cole | Elisabeth 1696-1724 ⚭ Ambrose Cole |                                   |                                   |                                |                                |
|                                  |                                                 |                                                 |                                            |                                                         |                                                           |                                                             |                                                             |                           |                            |                            |                 |                                      |                                      |                   |                              |                                  |                                     |                                     |                                   |                                   |                                  |                                        |                                        |                                     |                                    |                                    |                                   |                                   |                                |                                |
|                                  |                                                 |                                                 |                                            |                                                         |                                                           |                                                             |                                                             |                           |                            |                            |                 |                                      |                                      |                   |                              |                                  |                                     |                                     |                                   |                                   |                                  |                                        |                                        |                                     |                                    |                                    |                                   |                                   |                                |                                |
|                                  |                                                 |                                                 |                                            |                                                         |                                                           |                                                             |                                                             |                           |                            |                            |                 | John 1716-1788 ⚭ Rebecca Ann Flowers | John 1716-1788 ⚭ Rebecca Ann Flowers | Deborah 1718-1720 | Deborah 1718-1720            | Mary 1719-1761 ⚭ Francis Yarnall | Mary 1719-1761 ⚭ Francis Yarnall    | Hannah 1720-1769 ⚭ Joseph Millard   | Hannah 1720-1769 ⚭ Joseph Millard | Anne -1812 ⚭ William Tallman      | Anne -1812 ⚭ William Tallman     | Sarah 1727-1810 ⚭ William Boone        | Sarah 1727-1810 ⚭ William Boone        |                                     |                                    |                                    |                                   |                                   |                                |                                |
|                                  |                                                 |                                                 |                                            |                                                         |                                                           |                                                             |                                                             |                           |                            |                            |                 |                                      |                                      |                   |                              |                                  |                                     |                                     |                                   |                                   |                                  |                                        |                                        |                                     |                                    |                                    |                                   |                                   |                                |                                |
|                                  |                                                 |                                                 |                                            |                                                         |                                                           |                                                             |                                                             |                           |                            |                            |                 |                                      |                                      |                   |                              |                                  |                                     |                                     |                                   |                                   |                                  |                                        |                                        |                                     |                                    |                                    |                                   |                                   |                                |                                |
|                                  |                                                 |                                                 |                                            |                                                         | Abraham 1744-1786 1 ⚭ Maria Shipley 2 ⚭ Bathsheba Herring | Abraham 1744-1786 1 ⚭ Maria Shipley 2 ⚭ Bathsheba Herring   | Hannah 1748                                                 | Hannah 1748               | Lydia 1748                 | Lydia 1748                 | Jacob 1751-1822 | Jacob 1751-1822                      | Sarah 1757                           | Sarah 1757        | Elisabeth 1760 ⚭ James O'Nan | Elisabeth 1760 ⚭ James O'Nan     | Thomas 1761-1819 ⚭ Elisabeth Casner | Thomas 1761-1819 ⚭ Elisabeth Casner | Rebecca 1767-1840 ⚭ John Harrison | Rebecca 1767-1840 ⚭ John Harrison |                                  |                                        |                                        |                                     |                                    |                                    |                                   |                                   |                                |                                |
|                                  |                                                 |                                                 |                                            |                                                         |                                                           |                                                             |                                                             |                           |                            |                            |                 |                                      |                                      |                   |                              |                                  |                                     |                                     |                                   |                                   |                                  |                                        |                                        |                                     |                                    |                                    |                                   |                                   |                                |                                |
|                                  |                                                 |                                                 |                                            |                                                         |                                                           |                                                             |                                                             |                           |                            |                            |                 |                                      |                                      |                   |                              |                                  |                                     |                                     |                                   |                                   |                                  |                                        |                                        |                                     |                                    |                                    |                                   |                                   |                                |                                |
| 2 Mordecai 1771-1830 ⚭ Mary Mudd | 2 Mordecai 1771-1830 ⚭ Mary Mudd                | 2 Josiah 1773-1835 ⚭ Catherine Barlow           | 2 Josiah 1773-1835 ⚭ Catherine Barlow      | 2 Mary Ada 1775-1851 ⚭ Daniel Edgar Crume ⚭ Ralph Crume | 2 Mary Ada 1775-1851 ⚭ Daniel Edgar Crume ⚭ Ralph Crume   | 2 Thomas 1778-1851 ⚭ Nancy Hanks                            | 2 Thomas 1778-1851 ⚭ Nancy Hanks                            | 2 Nancy 1780-1845         | 2 Nancy 1780-1845          | 2 Abigail 1782             | 2 Abigail 1782  |                                      |                                      |                   |                              |                                  |                                     |                                     |                                   |                                   |                                  |                                        |                                        |                                     |                                    |                                    |                                   |                                   |                                |                                |
|                                  |                                                 |                                                 |                                            |                                                         |                                                           |                                                             |                                                             |                           |                            |                            |                 |                                      |                                      |                   |                              |                                  |                                     |                                     |                                   |                                   |                                  |                                        |                                        |                                     |                                    |                                    |                                   |                                   |                                |                                |
|                                  |                                                 |                                                 |                                            |                                                         |                                                           |                                                             |                                                             |                           |                            |                            |                 |                                      |                                      |                   |                              |                                  |                                     |                                     |                                   |                                   |                                  |                                        |                                        |                                     |                                    |                                    |                                   |                                   |                                |                                |
|                                  |                                                 |                                                 |                                            | Sarah 1807-1828 ⚭ Aaron Grisby                          | Sarah 1807-1828 ⚭ Aaron Grisby                            | Abraham 1809-1865 ⚭ Mary Todd                               | Abraham 1809-1865 ⚭ Mary Todd                               | Thomas Jr. 1811-1811      | Thomas Jr. 1811-1811       |                            |                 |                                      |                                      |                   |                              |                                  |                                     |                                     |                                   |                                   |                                  |                                        |                                        |                                     |                                    |                                    |                                   |                                   |                                |                                |
|                                  |                                                 |                                                 |                                            |                                                         |                                                           |                                                             |                                                             |                           |                            |                            |                 |                                      |                                      |                   |                              |                                  |                                     |                                     |                                   |                                   |                                  |                                        |                                        |                                     |                                    |                                    |                                   |                                   |                                |                                |
|                                  |                                                 |                                                 |                                            |                                                         |                                                           |                                                             |                                                             |                           |                            |                            |                 |                                      |                                      |                   |                              |                                  |                                     |                                     |                                   |                                   |                                  |                                        |                                        |                                     |                                    |                                    |                                   |                                   |                                |                                |
|                                  |                                                 |                                                 | Robert Todd 1843-1926 ⚭ Mary Eunice Harlan | Robert Todd 1843-1926 ⚭ Mary Eunice Harlan              | Edward Baker 1846-1850                                    | Edward Baker 1846-1850                                      | William Wallace 1850-1862                                   | William Wallace 1850-1862 | Thomas "Tad" III 1853-1871 | Thomas "Tad" III 1853-1871 |                 |                                      |                                      |                   |                              |                                  |                                     |                                     |                                   |                                   |                                  |                                        |                                        |                                     |                                    |                                    |                                   |                                   |                                |                                |
|                                  |                                                 |                                                 |                                            |                                                         |                                                           |                                                             |                                                             |                           |                            |                            |                 |                                      |                                      |                   |                              |                                  |                                     |                                     |                                   |                                   |                                  |                                        |                                        |                                     |                                    |                                    |                                   |                                   |                                |                                |
|                                  |                                                 |                                                 |                                            |                                                         |                                                           |                                                             |                                                             |                           |                            |                            |                 |                                      |                                      |                   |                              |                                  |                                     |                                     |                                   |                                   |                                  |                                        |                                        |                                     |                                    |                                    |                                   |                                   |                                |                                |
|                                  | Mary "Mamie" 1869-1938 ⚭ Charles Bradford Isham | Mary "Mamie" 1869-1938 ⚭ Charles Bradford Isham | Abraham II 1873-1890                       | Abraham II 1873-1890                                    | Jessie Harlan 1875-1948 ⚭ Warren Wallace Beckwith         | Jessie Harlan 1875-1948 ⚭ Warren Wallace Beckwith           |                                                             |                           |                            |                            |                 |                                      |                                      |                   |                              |                                  |                                     |                                     |                                   |                                   |                                  |                                        |                                        |                                     |                                    |                                    |                                   |                                   |                                |                                |
|                                  |                                                 |                                                 |                                            |                                                         |                                                           |                                                             |                                                             |                           |                            |                            |                 |                                      |                                      |                   |                              |                                  |                                     |                                     |                                   |                                   |                                  |                                        |                                        |                                     |                                    |                                    |                                   |                                   |                                |                                |
|                                  |                                                 |                                                 |                                            |                                                         |                                                           |                                                             |                                                             |                           |                            |                            |                 |                                      |                                      |                   |                              |                                  |                                     |                                     |                                   |                                   |                                  |                                        |                                        |                                     |                                    |                                    |                                   |                                   |                                |                                |
|                                  | Lincoln Isham 1892-1971 ⚭ Leahalma "Lea" Correa | Lincoln Isham 1892-1971 ⚭ Leahalma "Lea" Correa |                                            | Mary Lincoln Beckwith 1898-1975                         | Mary Lincoln Beckwith 1898-1975                           | Robert Todd Lincoln Beckwith 1904-1985 ⚭ Anna Marie Hoffman | Robert Todd Lincoln Beckwith 1904-1985 ⚭ Anna Marie Hoffman |                           |                            |                            |                 |                                      |                                      |                   |                              |                                  |                                     |                                     |                                   |                                   |                                  |                                        |                                        |                                     |                                    |                                    |                                   |                                   |                                |                                |

## Altri importanti discendenti di Samuel Lincoln

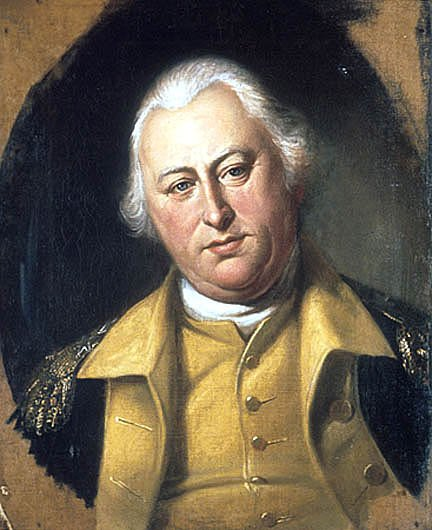
Benjamin Lincoln, rivoluzionario.

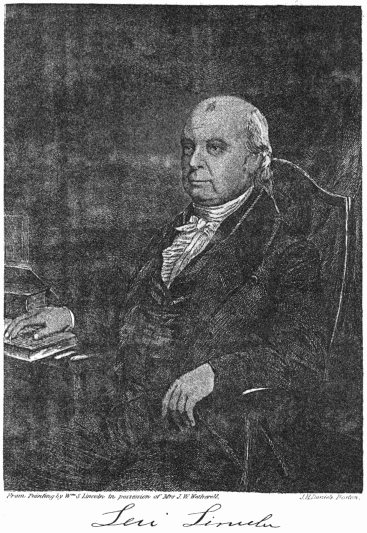
Il governatore del Massachusetts: Levi Lincoln Senior.

Benché non elencati in quella che viene comunemente indicata coma "famiglia Lincoln", la discendenza del capostipite Samuel Lincoln vanta altri diversi importanti esponenti come:
- Benjamin, che è stato il primo ministro della guerra nella storia degli Stati Uniti d'America;
- Levi Senior (1749-1820), padre di Enoch e Levi Junior, che è stato terzo governatore del Massachusetts;
- Enoch (1788-1829), figlio minore di Levi Senior e fratello di Levi Junior, è stato governatore del Maine dal 1827 al 1829;
- Levi Junior (1782-1868), figlio di Levi Senior e fratello di Enoch, è stato governatore del Massachusetts, dal 1825 al 1834.

## La famiglia di Abraham Lincoln

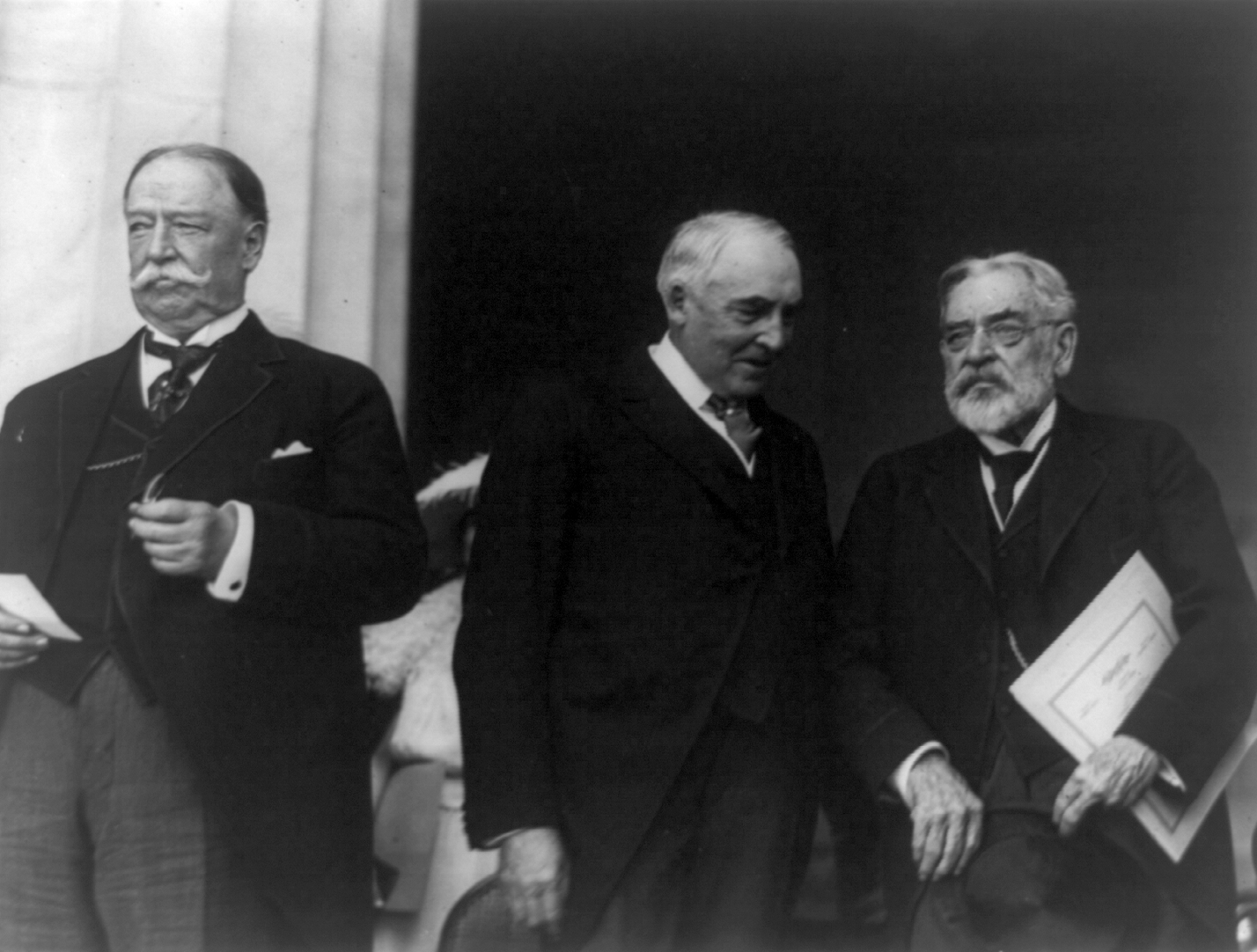
Robert Lincoln con il presidente Harding e l'ex presidente Taft.

Il futuro presidente Lincoln sposò, il 4 novembre 1842, Mary Todd, originaria del Kentucky. La coppia ebbe quattro figli:
- Robert Todd Lincoln (1843-1926) - diplomatico e uomo d'affari;
- Edward Baker Lincoln (1846-1850);
- William Wallace Lincoln (1850-1862);
- Thomas Lincoln (1853-1871).

Mentre il primogenito raggiunse l'età adulta, gli altri tre morirono in giovane età.
Robert, ministro della guerra (1881-1885) e ambasciatore in Gran Bretagna (1889-1893), sposò nel 1868 Mary Eunice Harlan (1846-1937) ed ebbe tre figli:
- Mary "Mamie" Lincoln (1869-1938);
- Abraham Lincoln II (1873-1890);
- Jessie Harlan Lincoln (1875-1948).

Mentre il figlio maschio morirà giovane, le due figlie Mary e Jassie si sposeranno con uomini importanti e da loro deriveranno gli ultimi discendenti di Abraham Lincoln, e cioè Lincoln Isham (1892-1971), Mary Lincoln Beckwith (1898-1975), e il fratello Robert Todd Lincoln Beckwith (1904-1985), che sarà l'ultimo discendente del Presidente.